# حبيب الله خان
حبيب الله خان (3 يونيو 1872 - 20 فبراير 1919) أمير من أفغانستان بين عامي 1901 و 1919م.
حبيب الله خان هو الأبن البكر لعبد الرحمن خان بن محمد أفضل خان بن دوست محمد خان، والأخ الأكبر لنصر الله خان (1874)، تولى إمارة أفغانستان عام 1901م، التزم الحياد في أفغانستان في الحرب العالمية الأولى ، على الرغم من الجهود المضنية التي بذلها سلطان الدولة العثمانية والقوة الألمانية لحشد أفغانستان على جانبها.
اغتيل حبيب الله خان بينما كان في رحلة صيد في مقاطعة لغمان في 20 فبراير 1919م.